# Typhochrestus digitatus
Typhochrestus digitatus es una especie de araña araneomorfa del género Typhochrestus, familia Linyphiidae. Fue descrita científicamente por O. Pickard-Cambridge en 1873.
Se distribuye por Europa y África del Norte. El cuerpo del macho mide aproximadamente 1,4-1,6 milímetros de longitud y el de la hembra 1,4-1,8 milímetros.